# Slavko Ziherl
Slavko Ziherl, slovenski politik, psihiater in pedagog, * 23. september 1945, Ljubljana;  † 21. januar 2012, Ljubljana.
Bil je psihiater in profesor psihiatrije na Medicinski fakulteti Univerze v Ljubljani.
Leta 2006 je bil na listi Liberalne demokracije Slovenije izvoljen v Mestni svet Mestne občine Ljubljana. Od 30. junija 2007 dalje je bil podpredsednik LDS.
22. novembra 2008 je postal državni sekretar Republike Slovenije v sestavi 9. vlade Republike Slovenije; 4. decembra istega leta pa je odstopil zaradi nestrinjanja imenovanja Dimitrija Rupla za posebnega odposlanca za zunanje zadeve v Kabinetu predsednika Vlade Republike Slovenije.
Na državnozborskih volitvah leta 2011 je kandidiral na listi LDS.